# Gnetaceae
Gnetaceae is een familie behorende tot de orde Gnetales, die vaak wordt gerekend tot de naaktzadigen. Een familie onder deze naam wordt geaccepteerd door systemen voor plantentaxonomie. Meestal wordt aangenomen dat het bestaat uit één geslacht, Gnetum. Soms worden twee geslachten geaccepteerd. 
Samen met de Ephedraceae en de Welwitschiaceae worden de Gnetaceae samengebracht in de orde Gnetales (oude naam Chlamydospermae, de mantelzadigen). De verwantschap van de Gnetales is met de andere naaktzadigen niet geheel duidelijk.
Gnetum heeft tegenover elkaar geplaatste, grote netnervige bladen. De lianen en bomen hebben secundaire diktegroei. Anders dan bij de gymnospermen bevat het secundaire floëem, naast de zeefvaten, ook begeleidende cellen. Naast houtvaten zijn er ook tracheïden. 
Sommige soorten zijn tweehuizig, maar bij andere is er soms tussen de meeldraden een, meestal steriele, zaadknop te vinden. Van Gnetum gnemon (melindjoe) is de voortplanting het best onderzocht en wordt dan ook hier besproken.
De bloemen staan in kegels (strobuli). Deze staan meestal in de oksel van een blad of aan het uiteinde van een dwergloot. Een strobilus bestaat uit een as met boven elkaar geplaatste kragen, waarboven de kransen mannelijke of vrouwelijke bloemen staan. Twee aan de voet ervan geplaatste bracteeën (schutbladen) omgeven de jonge strobilus.